# 아슬레이 곤살레스
아슬레이 곤살레스 몬테로(스페인어·루마니아어: Asley González Montero, 1989년 9월 5일~)는 쿠바와 루마니아의 유도 선수이다. 쿠바 국가대표 선수로서 올림픽에 3번 출전했고 2012년 하계 올림픽 남자 미들급에서 동메달을 획득했다. 또한 2013년 세계 선수권 대회에서 남자 미들급 우승을 차지했다.
2021년 8월 루마니아 국적을 취득하여 루마니아 국가대표 선수로 활동하고 있다.